# Бігунець плямистоволий
Бігунець плямистоволий (Rhinoptilus cinctus) — вид сивкоподібних птахів родини дерихвостових (Glareolidae).

## Поширення
Вид досить поширений в Східній та Південній Африці. Мешкає у саванах, на луках, полях. Уникає тропічних лісів та спекотних пустель.